# Thomas Brown (filozof)

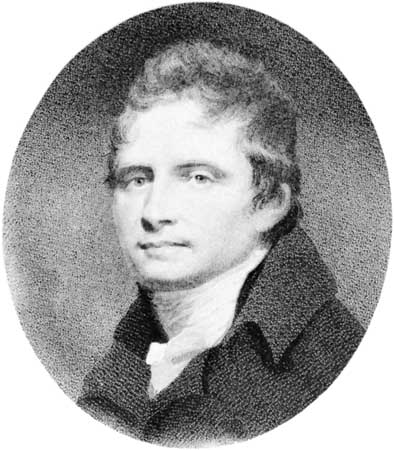
Thomas Brown

Thomas Brown (ur. 1778, zm. 1820) – szkocki filozof, profesor Uniwersytetu w Edynburgu. Związany był z tzw. szkołą szkocką, zapoczątkowaną w XVIII wieku na wyspach brytyjskich przez Thomasa Reida, określaną jako filozofia zdrowego rozsądku.